# Cruralispennia multidonta
Cruralispennia es un género extinto de ave enantiornite, que vivió durante el Cretácico Inferior en China. La especie tipo y única conocida es Cruralispennia multidonta, cuyos restos fósiles se encontraron la Formación Huanjiying en la cuenca de Sichakou, en la provincia de Hebei al noreste de China, la cual data de hace 130,7 millones de años, durante la época del Barremiense del Cretácico. Los restos fósiles fueron catalogados como IVPP 21711 y son alojados en el Instituto de Paleontología de Vertebrados y Paleoantropología, constando de un esqueleto parcial completamente articulado con varias plumas asociadas, preservados en una única losa. El nombre del género deriva de las palabras latinas cruralis y penna, en referencia a las plumas crurales del tibiotarso, mientras que el nombre de la especie, multidonta, se refiere a sus numerosos dientes del dentario.
Cruralispennia era una enantiornita relativamente pequeña. El cráneo está parcialmente desarticulado y solo algunos huesos son identificables. El premaxilar es corto, y forma un ángulo de 43° con respecto al frontal, y preserva dos dientes, pero se ignora si pudo tener más; las enantiornitas generalmente tenían cuatro. Se distingue de otras enantiornitas por tener 14 dientes en el dentario, un pigóstilo corto en forma de arado (un rasgo generalmente asociado con las aves más derivadas del grupo Ornithuromorpha), más corto que el tibiotarso, un coracoides estrecho en sentido mediolateral, el esternón tiene un margen caudal en forma de letra V y dos pares de trabéculos, las manos son más cortas que el húmero, el proceso postacetabular del ilion es corto y puesto en sentido vertical, el proceso dorsal del isquion se sitúa distalmente y el pubis carece de expansión distal.
Cruralispiennia coexistió con otros géneros de enantiornitas en la Formación Huanjiying, tales como Eoconfuciusornis, Protopteryx, Eopengornis y Archaeornithura, sin embargo posee rasgos más avanzados que estas, lo cual indica que ya hacía 130 millones de años las aves de este grupo se habían diversificado en varios linajes, lo que indica que hubo una alta tasa evolutiva en el plano corporal de las aves a principios del Cretácico, a menos que se deba a un efecto del escaso muestreo de aves justo después del Jurásico.